# Южно-тирольская Свобода
Южно-тирольская Свобода (нем. Süd-Tiroler Freiheit, STF; ЮТС), также Южнотирольская свобода — сепаратистская и национал-консервативная политическая партия, действующая на территории Южного Тироля, где она стремится защищать интересы немецкоязычного населения.
Партия была основана Евой Клотц и привержена южно-тирольскому сепаратистскому движению, которое предполагает отделение провинции от Италии и её воссоединение с федеральной землей Тироль на территории Австрии.

## История
Южно-тирольская Свобода возникла как отдельная политическая сила, отколовшаяся от Союза за Южный Тироль (UfS) в мае 2007 года. 8 июня 2007 года она была нотариально основана в Бриксене. Членами-основателями были Герберт Кампиделл, Ева Клотц, Свен Нолл, Рейнхольд Ладурнер, Роланд Ланг, Сепп Миттерхофер, Вернер Талер и Дитмар Цвергер.
В середине 2007 года партия начала провокационную рекламную кампанию с лозунгом «Южный Тироль — не Италия» и австрийским флагом в качестве фона для него. Знак с таким же информационным содержанием был установлен в июне 2008 года на границе между Италией и Австрией на Бреннерском перевале.
В апреле 2009 года ЮТС стала полноправным членом Европейского свободного альянса, общеевропейской организации региональных партий. Гудрун Кофлер из молодёжного отделения ЮТС (нем. Junge Süd-Tiroler Freiheit) был избран в качестве вице-президентом молодёжного отделения Европейского свободного альянса.
В январе 2012 года стало известно, что партия насчитывает 2800 членов. Это количество намного больше, чем в Союзе за Южный Тироль в течение всего периода его существования.
На провинциальных выборах 2013 года ЮТС набрала 7,2 % голосов избирателей, достигнув рекордного уровня, в результате чего три члена партии стали провинциальными советниками.
В ноябре 2014 года Клотц, которая проработала в провинциальном совете 31 год подряд (в качестве представителя от Южно-тирольской отечественной федерации, Союза за Южный Тироль и ЮТС), объявила о своем уходе из совета, чтобы позаботиться о своем муже, который был тяжело болен.
На провинциальных выборах 2018 года партия получила 6,0 % голосов избирателей и два места в совете провинции.

## Идеология
Южно-тирольская Свобода считает себя «либерально-патриотической» партией, целью которой является защита немецкоязычного населения Южного Тироля. Партия заявляет о праве южных тирольцев на самоопределение и проведение референдума, чтобы решить, хотят ли они остаться частью Италии или войти в состав австрийской федеральной земли Тироль. В программе партии также подчеркивается необходимость защиты окружающей среды, семейных ценностей, умеренно либеральная экономической политики и регионалистической концепции Европы.

## Результаты выборов

### Совет провинции
| Ландтаг Южного Тироля  |                     |     |         |     |
| Год проведения выборов | Голосов избирателей | %   | Мест    | +/− |
| 2008                   | 14,888              | 4.9 | 2 из 35 |     |
| 2013                   | 20,736              | 7.2 | 3 из 35 | ▲ 1 |
| 2018                   | 16,927              | 6.0 | 2 из 35 | ▼ 1 |

## Руководство
- Пресс-секретарь/юридический представитель: Вернер Талер (с 2007 года по настоящее время)